# Charles De Coster

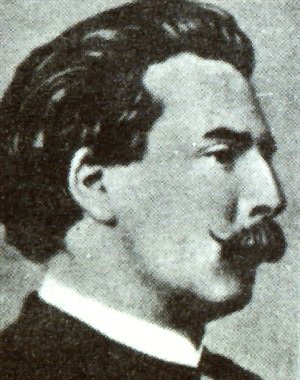
Charles De Coster

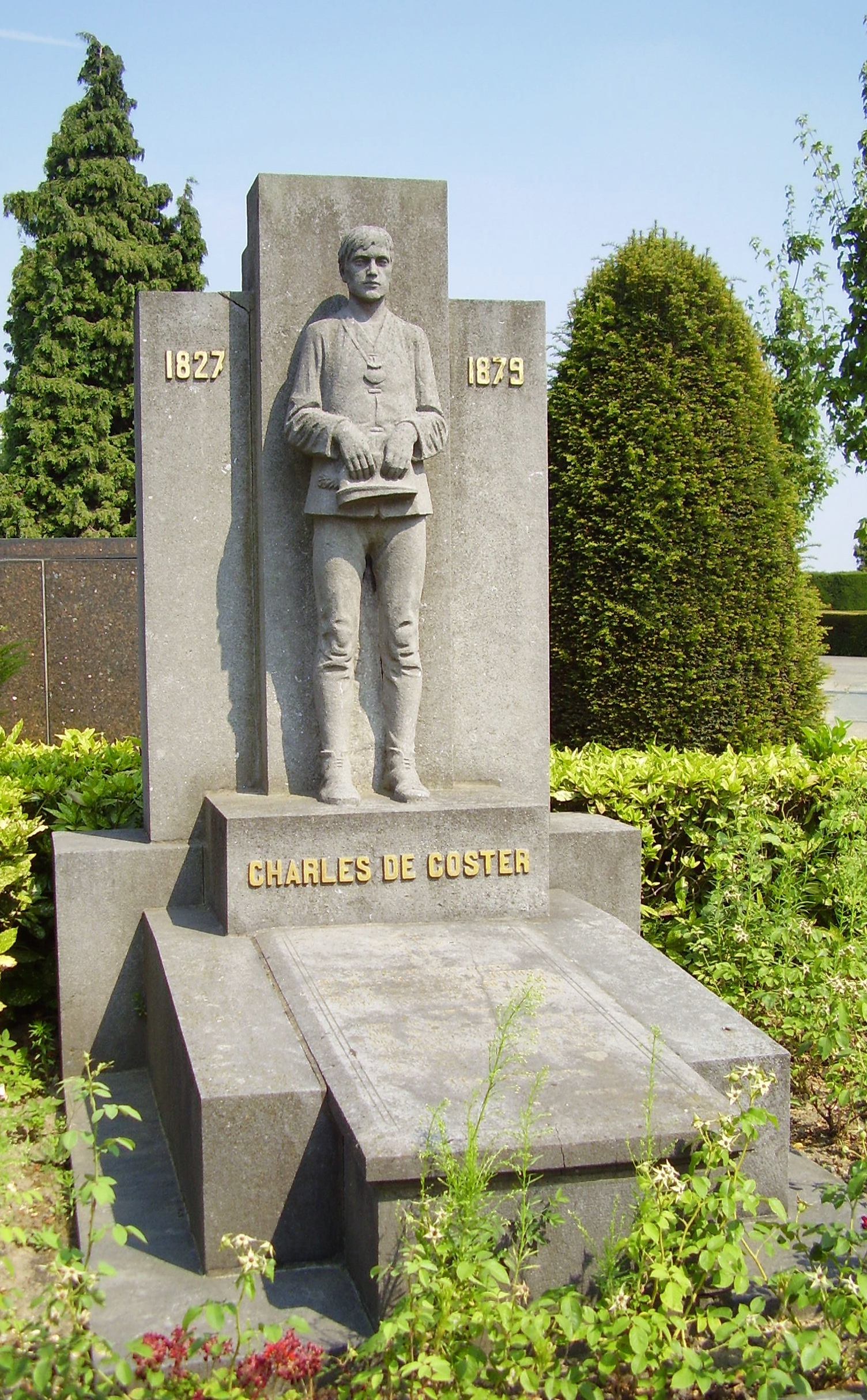
Grabmal 1927

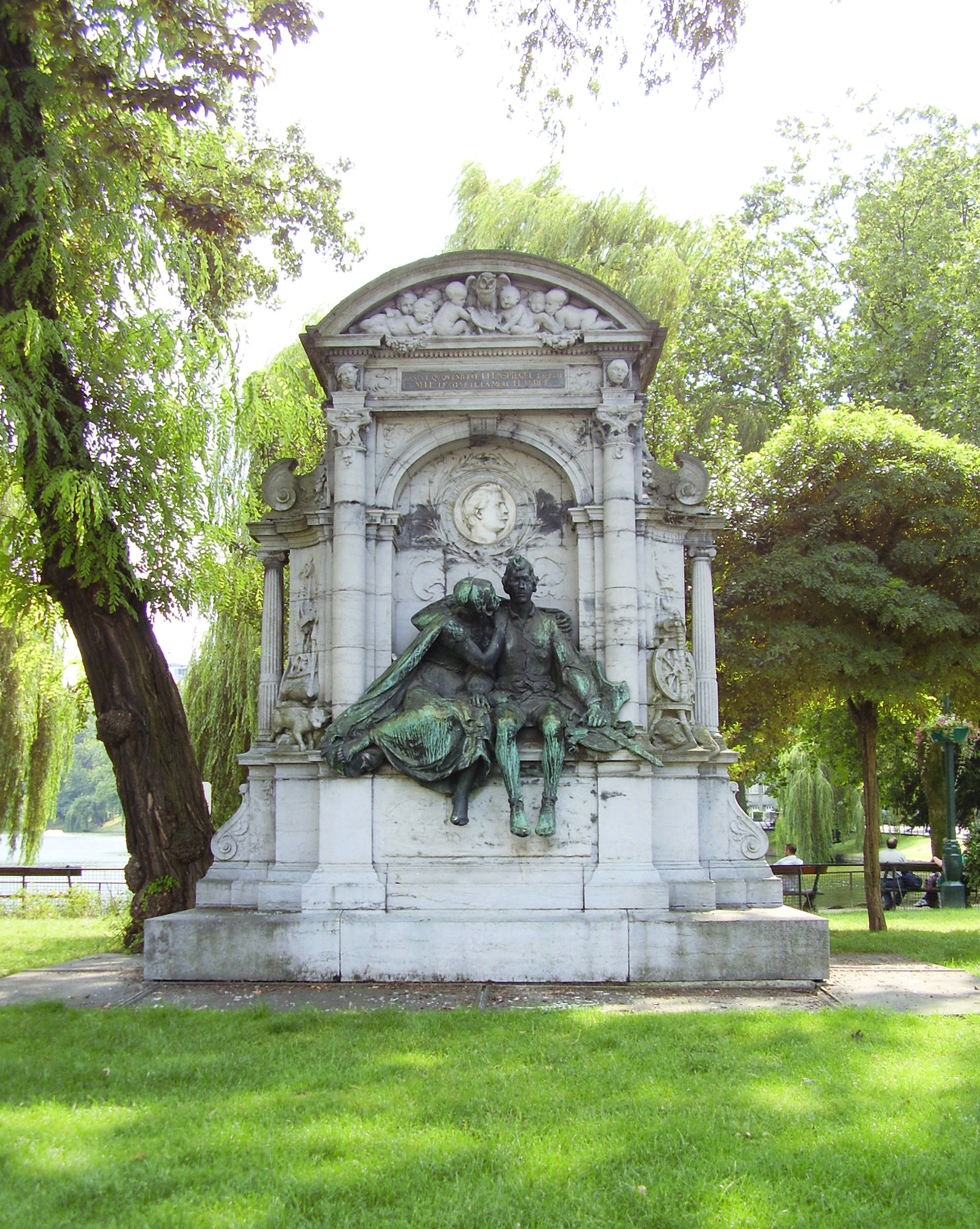
Denkmal 1894

Charles Théodore Henri De Coster (* 20. August 1827 in München; † 7. Mai 1879 in Ixelles) war ein belgischer Schriftsteller. Sein Ulenspiegel, das Epos des Freiheitskampfes der Flamen gegen die spanische Unterdrückung, begründete die moderne französischsprachige Literatur Belgiens.

## Leben
De Coster kam 1827 als Sohn des Flamen Augustin De Coster und der Wallonin Anne-Marie geb. Carireul in München zur Welt, wo beide Eltern in der Residenz des päpstlichen Nuntius arbeiteten. Drei Jahre später übersiedelte man nach Brüssel, wo der Vater 1834 starb. Charles besuchte das dortige Jesuitenkolleg Saint-Michel und arbeitete von 1844 bis 1850 in der Bank Société générale de Belgique. Er studierte Jura und Literatur an der Université libre de Bruxelles unter anderen bei dem Historiker und Freimaurer Jean-Jacques Altmeyer (1804–1877) und dem Professor für französische Literatur Eugène Van Bemmel (1824–1880). Später lehrte er dort selbst Literatur.
Ab 1855 etablierte er sich als Journalist und freischaffender Schriftsteller. 1856 gründete er zusammen mit Félicien Rops die Zeitschrift Uylenspiegel, journal des ébats littéraires et artistiques, die bis 1863 erschien. Zeitweise war er beim belgischen Staatsarchiv angestellt und hatte für kurze Zeit einen Lehrauftrag an der Militärschule in Brüssel.
Mit seinen volkstümlichen Erzählungen hatte er großen Erfolg. Nach fast zehnjähriger intensiver Arbeit, für die er seine Stellung bei den belgischen Staatsarchiven aufgab, gelang es De Coster, mit seiner Übertragung der Abenteuer Till Eulenspiegels in die Zeit des Achtzigjährigen Krieges den großen flämischen Malern ein ebenbürtiges literarisches Werk gegenüberzustellen. Der Erstveröffentlichung 1867 folgte eine illustrierte Ausgabe im Jahr 1869. Der Erlös reichte jedoch nicht aus, den Autor von den Schulden zu befreien, die er während der Arbeit an dem Buch hatte aufnehmen müssen. Erst Jahre nachdem De Coster 1879 in Armut gestorben war, erlangte das Buch in einer neuen Ausgabe von 1893 größere Popularität.
Charles De Coster war seit 1858 Mitglied der Freimaurerloge Les Vrais Amis de l'Union et du Progrès Réunis in Brüssel.
Sein Grab auf dem Friedhof von Ixelles wurde zu seinem hundertsten Geburtstag 1927 mit einem Monument von Edmond de Valériola (1877–1956) geschmückt, das ein Standbild des Till Ulenspiegel zeigt. Am Weiher von Ixelles, am Rand der Place Eugène Flagey, war schon am 22. Juli 1894 ein Denkmal eingeweiht worden (Bildhauer Charles Samuel (1862–1939), Architekt Franz De Vestel (1814–1888)), auf dem vor einem Profilreliefporträt Charles de Costers Bronzestatuen von Till und seiner Geliebten Nele sitzen unter der dem Schluss des Ulenspiegel entnommenen Inschrift:
EST-CE QU’ON ENTERRE ULENSPIEGEL, L'ESPRIT
NELE, LE CŒUR DE LA MÈRE FLANDRE
(„Begräbt man Ulenspiegel, den Geist, und Nele, das Herz der Mutter Flandern? [Auch sie kann schlafen; doch sterben, nein! Komm, Nele.“ Und er zog mit ihr von dannen und sang sein sechstes Lied; doch wo er das letzte gesungen, weiß keiner.])
Beide Statuen des Till tragen an einem Band um den Hals auf der Brust das Säckchen aus roter und schwarzer Seide mit Asche vom Herzen seines als Ketzer verbrannten Vaters Claes, wie seine Mutter Soetkin es Till aufgetragen hat: »Diese Asche, das Herz meines Gatten, dieses Rote, sein Blut, und dieses Schwarze, unsere Trauer, es sei immerdar auf deiner Brust, wie das Feuer der Rache an den Henkern in ihr sei!«

## Werke
- Contes brabançons (1861) (http://archives.aml-cfwb.be/, PDF, 197 MB)
- Légendes flamandes (1858) (gallica.bnf.fr)
- La légende et les aventures héroiques joyeuses et glorieuses d'Ulenspiegel et de Lamme Goedzak au pays des Flandres et ailleurs (1867) (dbnl.org)
- Le Voyage de noce, (1870, überarbeitet 1872) (digitale-sammlungen.de)

### In Deutsch
- Die Zigeuner. Deutsch von Anton Kippenberg. Insel-Almanach 1919. Wieder in Adalbert Keil Hg.: Das Volk der Nacht. Zigeunergeschichten. Reihe: Goldmanns Gelbe TB #1614. München 1964 (Anthologie) S. 66–81
- Die Hochzeitsreise. Deutsch von Friedrich von Oppeln-Bronikowski. Propyläen 1920
- Die Hochzeitsreise. Deutsch von Albert Wesselski. Insel Verlag 1954
- Herr Halewyn. Eine flämische Märe. Deutsch von Albert Wesselski, Insel-Bücherei 212. Leipzig 1916, und Verlag Neues Leben, Illustrationen: Eberhard Binder. Berlin 1965
- Tyll Ulenspiegel und Lamme Goedzak. Legende von ihren heroischen/lustigen und ruhmreichen Abenteuern im Lande Flandern und anderen Orts. Deutsch von Friedrich von Oppeln-Bronikowski. Jena, Diederichs, 1909 (2. Aufl. 1911)
- Uilenspiegel und Lamme Goedzak. Ein fröhliches Buch – trotz Tod und Tränen. Erste deutsche Ausgabe von Albert Wesselski. Titel und Einband von Hugo Steiner-Prag. Leipzig, W. Heims, 1910
- Die Geschichte von Ulenspiegel und Lamme Goedzak und ihren heldenmäßigen, fröhlichen und glorreichen Abenteuern im Lande Flandern und anderwärts. Deutsch von Karl Wolfskehl; Holzschnitte von Frans Masereel. München, Kurt Wolff, 1926
- Die Mär von Ulenspiegel und Lamme Goedzak und ihren heroischen, ergötzlichen und rühmlichen Abenteuern in Flandern und anderen Landen. Übersetzt von Georg C. Lehmann, Deutsche Buch-Gemeinschaft Berlin 1956
- Ulenspiegel und Lamme Goedzak. (Für die Jugend bearbeitet und herausgegeben von Barbara Gehrts) Obpacher, München, 1960

## Vertonungen
- Grietje heiratet. Regie: Günter Bormann, Bearbeitung: Gudrun Mogel, Komposition: Günter Neubert, Produktion: Rundfunk der DDR 1971 (Hörspiel)